# Arpocrazione
Valerio Arpocrazione (Alessandria d'Egitto, dopo il 130 d.C. – ...) è stato un grammatico e lessicografo greco antico del II secolo d.C.

## Biografia
Arpocrazione fu un grammatico di Alessandria che, probabilmente, operò nel II secolo d.C. Forse si tratta dello Arpocrazione citato da Giulio Capitolino come tutore greco di Lucio Vero; alcuni studiosi, tuttavia, lo collocano molto più tardi, per le consonanze con Ateneo di Naucrati.

## Opere
Arpocrazione si dedicò principalmente all'attività di grammatico e di lessicografo, scrivendo una Silloge di fiorite espressioni che non ci è pervenuta.
Non è andato invece perduto, sebbene incompleto, il Lessico dei dieci oratori (Περὶ τῶν Λέξεων τῶν Δέκα Ῥητόρων, o brevemente Λεξικὸν τῶν Δέκα Ῥητόρων), che raccoglie voci e frasi fatte ricavate dalle opere degli oratori attici, arricchite grazie a commenti storici e linguistici. Poiché quasi tutti i lessici degli oratori greci sono andati perduti, infatti, l'opera di Arpocrazione è particolarmente preziosa, visto che attinge agli scrittori di Atthides (storie dell'Attica), il grammatico Didimo Calcentero, Dionigi di Alicarnasso e il lessicografo Dionisio, figlio di Trifone.